# Дракула. Невідома історія
«Дракула. Невідома історія» (англ. Dracula Untold) — північноірландсько-американський фільм у жанрі темне фентезі, бойовик. Цей фільм є режисерським дебютом Гарі Шора (англ. Gary Shore), знятий за сценарієм Метта Сазама та Берка Шарплесса. Ґрунтується на романі «Дракула» ірландського письменника Брема Стокера, про життя графа Дракули. Прем'єра фільму почалася 1 жовтня 2014 року в Бельгії, Люксембурзі, Франції та на Ямайці. В Україні — 2 жовтня 2014 року, у США — 10 жовтня 2014 року, останнім реліз відбувся в Парагваї — 14 листопада 2014 року.
Не рекомендований для перегляду дітям до 13 років, оскільки містить сцени насилля.

## Анотація
Нескладно здогадатися, що у центрі картини — легендарна особистість, правитель Румунії Влад Цепеш (Люк Еванс). Він був справедливим хазяїном на своїх землях, безстрашним воїном, люблячим чоловіком та батьком. Проте життя склалося так, що йому довелося стати до бою з супротивником, чия хитрість та лицемірство не знала меж. Єдиним виходом із ситуації, що склалася, виявилась угода, що визначила його подальшу долю. Він проміняв свою безсмертну душу на нелюдські здібності. Так на світ з'являється наймогутніший вампір, який і досі викликає страх і тремтіння. Містична епоха відьом, упирів і чаклунів уже восени на великих екранах!

## Актори
- Люк Еванс (Luke Evans) — Влад III Дракула, прототип графа Дракули.
- Сара Гадон (Sarah Gadon) — Мірена, дружина Влада./Дракули
- Домінік Купер (Dominic Cooper) — Мехмед II, османський султан.
- Арт Паркінсон (Art Parkinson) — Інгерас, син Влада/Дракули.
- Чарльз Денс (Charles Dance) — Калігула, римський імператор, котрий робить Дракулу вампіром.
- Вілл Г'юстон (англ. Will Houston[en]) — Казан.
- Фердинанд Кінгслі (англ. Ferdinand Kingsley[en]) — Гамза[tr] бей.
- Ноа Гантлей (англ. Noah Huntley[en]) — капітан Петру.
- Ділан Гвін (Dilan Gwyn) — гувернантка.
- Зак Макгоун (Zach McGowan) — циганський барон.
- Ронан Віберт (англ. Ronan Vibert[en]) — Сіміон, «Премудрий».
- Діармейд Муртаг (Diarmaid Murtagh) — Дімітру.
- Тор Кріст'янссон (англ. Thor Kristjansson[en]) — Кароокий, колишній раб, асасин в Оттоманському війську.
- Джозеф Лонг — Омер.

## Створення фільму
«Дракула. Рік нуль» (англ. Dracula: Year Zero) був задуманий компанією Universal Pictures ще 2007 року, планувалося доручити зйомки кінорежисеру Алексу Проясу, але через значний бюджет проєкт не реалізували. Відновили ідею через п'ять років. 10 лютого 2012 року фільм було анонсовано на американському сайті теле- та кіноновинок Deadline.com. Зйомки доручено уродженцю Дубліна, австралійському режисеру-новачку Майклу де Лука, директором картини було призначено Гарі Шору.
Наприкінці 2013 року до створення фільму також долучилася компанія Legendary Pictures.

### Зйомки
6 серпня 2013 року було вирішено знімати фільм у Північній Ірландії. Місцева влада Ольстеру, зокрема Перший міністр Пн. Ірландії Пітер Робінсон та його заступник Мартін Макгінес, посприяли у зйомках та фінансуванні фільму.
Стартували зйомки 5—6 серпня 2013 року в лісах «Ро Валлей Кантрі» парку, в долині річки Ро, що в графстві Лондондеррі (Північна Ірландія, Сполучене Королівство). Надалі впродовж трьох місяців зйомки проходили в інших частинах Ольстеру та завершилися в листопаді.